# Prześladowca 2
Prześladowca 2 (ang. Joy Ride: Dead Ahead, znany także niepowszechnie pt. Prześladowca 2: Śmiertelny objazd) – amerykańsko-kanadyjski film fabularny (hybryda horroru, dreszczowca i filmu akcji), powstały w 2008 roku z przeznaczeniem użytku domowego, sequel Prześladowcy (2001).
Fabuła skupia się na trójce młodych ludzi, którzy usiłują odbić swojego przyjaciela – chłopaka głównej bohaterki, Melissy, zwanej Mel – z rąk sadystycznego mordercy-kierowcy ciężarówki.

## O filmie

### Produkcja
Film kręcono w Kolumbii Brytyjskiej w Kanadzie – w miejscowościach Cache Creek, Kamloops i Vancouver.

### Dystrybucja
Podobnie jak pierwowzór filmu, również i Prześladowca 2 produkowany i dystrybuowany był przez wytwórnię 20th Century Fox, lecz w odróżnieniu od nadmienionego projektu minął się z premierą kinową i został wydany na nośnikach DVD. Pierwotny, promocyjny tytuł filmu brzmiał Joy Ride 2: End of the Road.
Polskim dystrybutorem filmu zostało Imperial – Cinepix. W sprzedaży film znalazł się 17 lutego 2009 roku.

## Obsada
- Nicki Aycox – Melissa
- Nick Zano – Bobby
- Laura Jordan – Kayla
- Kyle Schmid – Nik
- Mark Gibbon – Rusty Nail
- Krystal Vrba – Lot Lizard
- Kathryn Kirkpatrick – kelnerka
- Rob Carpenter – kierowca ciężarówki #1
- Gordon Tipple – kierowca ciężarówki #2
- Rebecca Davis – kobieta na odludziu (alias Mustang Girl)